# Gloria Gaynor

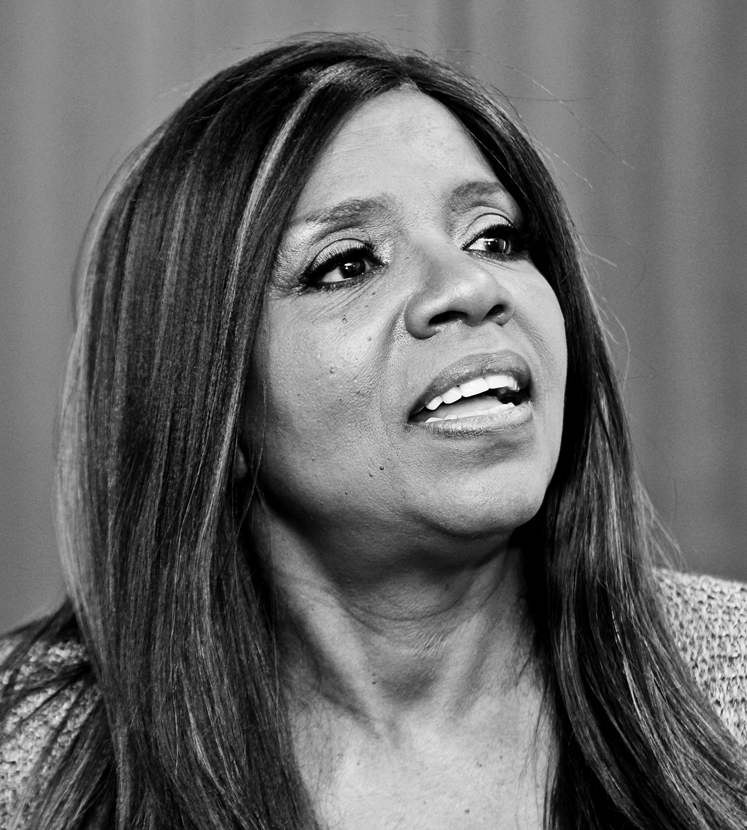
Gloria Gaynor, 2012

Gloria Gaynor (* 7. September 1943 in Newark, New Jersey als Gloria Fowles) ist eine US-amerikanische Disco-Sängerin. Zu ihren bekanntesten Hits aus den 1970er und frühen 1980er Jahren zählen I Will Survive und I Am What I Am.

## Biografie

### Anfänge
In den 1960er Jahren sang sie bei der Jazz/Popband Soul Satisfiers, bis sie im Jahr 1965 mit She’ll Be Sorry/Let Me Go Baby ihre erste Solosingle herausbrachte. Dieser Song war ein eher mäßiger Erfolg und ist auch nicht auf der Best-of-CD aus dem Jahre 2000 enthalten.
Ihren ersten wirklichen Erfolg feierte Gaynor mit dem Album Never Can Say Goodbye im Jahr 1975. Die erste Seite der LP bestand aus den drei Titeln Honey Bee, Never Can Say Goodbye und Reach Out I’ll Be There; zwischen den Stücken gab es keine Pausen. Dieser fast 19-minütige Tanzmarathon wurde häufig in den Clubs gespielt. Sie war die erste Sängerin, die ein eigenes Disco-Musik-Album aufnahm, und die erste, die damit an die Spitze der Billboard-Magazin-Charts kam. Angestachelt durch den Erfolg ihres ersten Albums, brachte Gaynor noch im selben Jahr den Nachfolger Experience Gloria Gaynor in die Plattenläden. Obwohl dies ebenfalls oft gespielt wurde, kam es nicht an den Erfolg des Vorgängeralbums heran.
Einige ihrer Songs kamen nie in die Hitparaden und wurden nur durch häufiges Spielen in den Clubs bekannt, dies galt beispielsweise für Casanova Brown und Let’s make a deal. Gloria Gaynor ist somit eine der wenigen Künstlerinnen weltweit, die in den großen Hallen gespielt hat, jedoch nur wenige Hits in den Charts hatte.

### Durchbruch

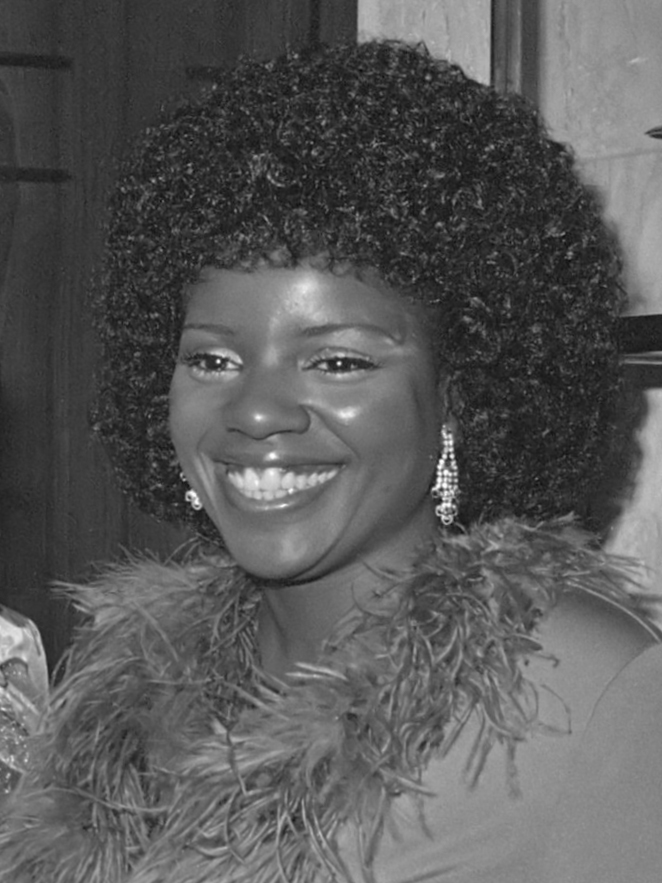
Gloria Gaynor, 1976

Erst im Jahr 1978 meldete sich Gloria Gaynor wieder in den Hitparaden zurück. Mit dem großen Erfolg I Will Survive kam sie in viele internationale Charts. Dieser Song, der auf dem Album Love Tracks erschien, war ursprünglich nur die B-Seite der Single Substitute. Doch viele DJs drehten die Platte um und spielten I Will Survive. So entwickelte der Song aus dem Untergrund heraus eine Eigendynamik und wurde zum Überraschungshit. Auch heute noch ist das Lied ein Standard bei Dance-Veranstaltungen. Auch die Emanzipationsbewegung der 1960er und 1970er Jahre rief den Song über eine Frau, die sich von ihrem ehemaligen Liebhaber lossagt, zu ihrer Hymne aus.
An diesen großen Erfolg konnte sie nie mehr anknüpfen. Sie versuchte sich in der Folgezeit an zahlreichen Feature-Tracks, z. B. mit The-Tonight-Show-Trompeter Doc Severinsen. In den Jahren 1980 und 1981 brachte sie zwei Alben heraus, die sowohl von der Fachwelt als auch von den DJs völlig ignoriert wurden.
Ein Jahr später, 1983, wurde das Album Gloria Gaynor veröffentlicht, das immerhin in der Discoszene eine, wenn auch kleine, Anhängerschaft fand. Auf diesem Album coverte sie sich mit dem Song America selbst. Das war ein Remake des Hits I Will Survive, in dem jedoch einige Zeilen geändert wurden, um ihre „neue“ christliche Weltanschauung zu präsentieren. So änderte sie die Zeile „Es brauchte all die Stärke, nicht zu sterben“ in „Nur der Herr kann mir die Stärke geben, nicht zu sterben“ ab.
Im Jahr 1984 setzte Gloria Gaynor mit ihrem Titel I Am What I Am vom Album I Am Gloria Gaynor ein Werk in die Welt, das Anhänger in den Schwulenszenen überall in der Welt fand und sie zu einem Idol der Transsexuellen machte. Dieses Lied wurde ursprünglich von Jerry Herman für das Musical La Cage aux Folles komponiert.

### Seit 2000

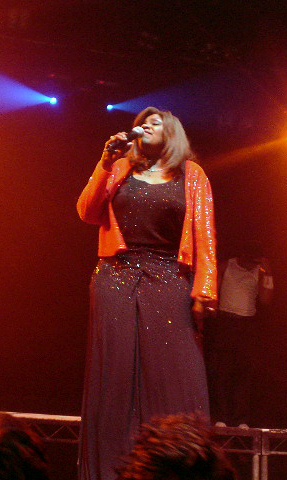
Gloria Gaynor, 2003

Nach 18 Jahren Pause brachte sie im Jahr 2002 ein neues Album heraus. Die beiden Singles Just Keep Thinking About You und I Never Knew stiegen in den amerikanischen Dance-Charts auf Platz 1.
Im Jahre 2005, genau 30 Jahre nach dem Erscheinen ihrer ersten Single, wurde sie mit ihrem Lebenswerk und dem Evergreen I Will Survive in die Dance Music Hall of Fame aufgenommen.
Trotz ihres Status als Schwulenikone zog die bekennende Christin Gloria Gaynor Kritik auf sich, als sie am 13. Juli 2007 in einem Interview für eine Sendung der BBC angab, ihre Beliebtheit bei Homosexuellen aufgrund der Tatsache zu schätzen, dass sie diese so zu Jesus Christus führen könne. Den mehrfach wiederholten Fragen der Journalistin zu ihrem persönlichen Verhältnis zwischen Glauben und schwuler Fangemeinde wich Gaynor aus, ebenso der Frage, ob sie Homosexualität als Sünde begreife.
Im Februar 2011 wurde sie für ihr Lebenswerk mit der Goldenen Kamera ausgezeichnet.
Im Oktober 2022 nahm Gaynor als Mermaid an der achten Staffel der US-amerikanischen Version von The Masked Singer teil, in der sie den 14. Platz erreichte.

## Diskografie
Studioalben

| Jahr | Titel                      | Höchstplatzierung, Gesamtwochen, AuszeichnungChartplatzierungen (Jahr, Titel, Platzierungen, Wochen, Auszeichnungen, Anmerkungen) | Höchstplatzierung, Gesamtwochen, AuszeichnungChartplatzierungen (Jahr, Titel, Platzierungen, Wochen, Auszeichnungen, Anmerkungen) | Höchstplatzierung, Gesamtwochen, AuszeichnungChartplatzierungen (Jahr, Titel, Platzierungen, Wochen, Auszeichnungen, Anmerkungen) | Höchstplatzierung, Gesamtwochen, AuszeichnungChartplatzierungen (Jahr, Titel, Platzierungen, Wochen, Auszeichnungen, Anmerkungen) | Höchstplatzierung, Gesamtwochen, AuszeichnungChartplatzierungen (Jahr, Titel, Platzierungen, Wochen, Auszeichnungen, Anmerkungen) | Höchstplatzierung, Gesamtwochen, AuszeichnungChartplatzierungen (Jahr, Titel, Platzierungen, Wochen, Auszeichnungen, Anmerkungen) | Anmerkungen                              |
| Jahr | Titel                      | DE | AT | CH | UK | US | R&B | Anmerkungen                              |
| ---- | -------------------------- | --- | --- | --- | --- | --- | --- | ---------------------------------------- |
| 1975 | Never Can Say Goodbye      | DE12 (28 Wo.)DE | — | — | UK32 Silber · (8 Wo.)UK | US25 (15 Wo.)US | R&B21 (7 Wo.)R&B | Erstveröffentlichung: 23. Januar 1975    |
| 1975 | Experience Gloria Gaynor   | — | — | — | — | US64 (21 Wo.)US | R&B32 (7 Wo.)R&B | Erstveröffentlichung: 5. September 1975  |
| 1976 | I’ve Got You               | — | — | — | — | US107 (14 Wo.)US | R&B40 (5 Wo.)R&B | Erstveröffentlichung: 20. Juli 1976      |
| 1977 | Glorious                   | — | — | — | — | US183 (4 Wo.)US | — | Erstveröffentlichung: 18. Februar 1977   |
| 1978 | Love Tracks                | DE34 (6 Wo.)DE | — | — | UK31 (6 Wo.)UK | US4 Platin · (34 Wo.)US | R&B4 (28 Wo.)R&B | Erstveröffentlichung: 27. November 1978  |
| 1979 | I Have a Right             | — | — | — | — | US58 (11 Wo.)US | R&B56 (5 Wo.)R&B | Erstveröffentlichung: 24. September 1979 |
| 1980 | Stories                    | — | — | — | — | US178 (4 Wo.)US | — | Erstveröffentlichung: 20. Mai 1980       |
| 1986 | The Power of Gloria Gaynor | — | — | — | UK81 (2 Wo.)UK | — | — | Erstveröffentlichung: 1986               |
| 1991 | Gloria Gaynor ’91          | — | AT27 (12 Wo.)AT | — | — | — | — |                                          |

grau schraffiert: keine Chartdaten aus diesem Jahr verfügbar